# Élections législatives de 2021 aux îles Malouines
Les élections législatives de 2021 aux Îles Malouines  déroulent le 4 novembre 2021 afin d'élire les 8 membres directement élus de l'Assemblée législative. Aucun parti n'existant aux Îles Malouines, tous les candidats sont indépendants.

## Contexte
Il s'agit des quatrièmes élections législatives organisées sous la Constitution des Îles Malouines de 2009. Selon cette dernière, le mandat de l'assemblée sortante prend fin avec sa dissolution automatique quatre ans après son entrée en fonction, soit le 12 novembre 2021, et des nouvelles élections doivent avoir lieu dans un délai de 70 jours, soit le 21 janvier 2022 au plus tard. Il est cependant de coutume de dissoudre l'assemblée de manière anticipée afin d'organiser le scrutin au début du mois de novembre,. Le 25 aout 2021, le conseil exécutif décide ainsi de dissoudre l'assembler pour le 24 septembre, et d'organiser le scrutin le 4 novembre suivant.
Le scrutin a lieu un an après le référendum de 2020 sur le passage à une circonscription électorale unique. Bien qu'ayant réuni de justesse la majorité absolue au niveau de l'archipel, la proposition échoue à obtenir la majorité qualifiée des deux tiers des votants requise dans chacune des deux circonscriptions en vigueur, seuls 57,76 et 31,70 % des votants des circonscriptions de Stanley et du Camp ayant votés pour,.

## Système politique et électoral

Carte des deux circonscriptions des îles Malouines

Les Îles Malouines sont un archipel de l'Atlantique Sud constituant un territoire d'outre-mer autonome du Royaume-Uni organisé sous la forme d'une monarchie parlementaire. Selon la Constitution de 2009, l'archipel dispose d'une autonomie interne complète. Le Royaume-Uni est seulement responsable des affaires étrangères bien qu'il garde le pouvoir de protéger ses intérêts et d'assurer la bonne gouvernance du territoire. Les îles font partie de la Couronne britannique, et la reine du Royaume-Uni Élisabeth II en est nominalement chef de l'État, représentée par un gouverneur.
Le gouverneur agit sur avis du Conseil exécutif des Îles Malouines, organisé sous la forme d'un directoire composé du chef de l'exécutif, du directeur des finances et du Président de l'assemblée, pour des mandats d'un an renouvelables.
Le parlement est monocaméral. Son unique chambre, l'Assemblée législative des îles Malouines, est composée de 11 membres dont 8 élus pour 4 ans selon un mode de scrutin plurinominal majoritaire dans 2 circonscriptions de 5 et 3 sièges chacune, correspondant à la capitale, Stanley et au reste du territoire, dit Camp. Les habitants votent pour autant de candidats qu'il y a de sièges dans leur circonscription, et ceux ayant réuni le plus de suffrages sont déclarés élus. À ces 8 membres élus s'ajoutent les membres du Conseil exécutif, qui siègent mais n'ont pas le droit de vote.
Il n'existe pas de parti politique aux îles Malouines. Tous les candidats se présentent donc sans étiquette. Les électeurs peuvent voter par procuration ou voie postale s'ils en font la demande au préalable.

## Résultats
Les électeurs disposent d'autant de voix que de sièges à pourvoir, ce qui porte leur total à un nombre bien supérieur au nombre de votants.
Note : Les candidats sortants sont en italiques
| Circonscription | Candidat/Choix         | Votes | %     | Résultat |  |
| --------------- | ---------------------- | ----- | ----- | -------- |  |
| Stanley         | Leona Vidal Roberts    | 839   | 17,70 | réélue   |  |
| Stanley         | Roger Spink            | 691   | 14,58 | réélu    |  |
| Stanley         | Pete Biggs             | 570   | 12,03 | élu      |  |
| Stanley         | Mark Pollard           | 550   | 11,61 | réélu    |  |
| Stanley         | Gavin Short            | 486   | 10,25 | réélu    |  |
| Stanley         | Stacy Bragger          | 484   | 10,21 |          |  |
| Stanley         | Gary Webb              | 362   | 7,64  |          |  |
| Stanley         | Emma Brook             | 351   | 7,41  |          |  |
| Stanley         | Chris Locke            | 192   | 4,05  |          |  |
| Stanley         | June Besley-Clark      | 120   | 2,53  |          |  |
| Stanley         | Zane Hirtle            | 94    | 1,98  |          |  |
| Stanley         |                        |       |       |          |  |
| Stanley         | Votes blancs ou nuls   | 4     | –     |          |  |
| Stanley         | Total des voix         | 4 743 | 100   |          |  |
| Stanley         | Votants                |       |       |          |  |
| Stanley         | Inscrits/Participation |       |       |          |  |
| Stanley         |                        |       |       |          |  |
| Camp            | Teslyn Barkman         | 184   | 34,46 | réélu    |  |
| Camp            | Ian Hansen             | 126   | 23,60 | réélu    |  |
| Camp            | John Birmingham        | 122   | 22,85 | élu      |  |
| Camp            | Ana Crowie             | 102   | 19,10 |          |  |
| Camp            |                        |       |       |          |  |
| Camp            | Votes blancs ou nuls   | 2     | –     |          |  |
| Camp            | Total des voix         | 536   | 100   |          |  |
| Camp            | Votants                |       |       |          |  |
| Camp            | Inscrits/Participation |       |       |          |  |
|                 |                        |       |       |          |  |
| Îles Malouines  | Total des voix         | 5 279 | 100   |          |  |
| Îles Malouines  | Votants                |       |       |          |  |
| Îles Malouines  | Inscrits/Participation |       |       |          |  |